# Sour Lake
Sour Lake é uma cidade localizada no estado norte-americano de Texas, no Condado de Hardin.

## Demografia
Segundo o censo norte-americano de 2000, a sua população era de 1667 habitantes.
Em 2006, foi estimada uma população de 1735, um aumento de 68 (4.1%).

## Geografia
De acordo com o United States Census Bureau tem uma área de
4,5 km², dos quais 4,5 km² cobertos por terra e 0,0 km² cobertos por água. Sour Lake localiza-se a aproximadamente 15 m acima do nível do mar.

## Localidades na vizinhança
O diagrama seguinte representa as localidades num raio de 24 km ao redor de Sour Lake.